# Манікгандж (зіла)
Манікгандж (бенг. মানিকগঞ্জ [mɑnɪkˈɡondʒ]) — район у центральній частині Бангладеш. Це частина відділу Дакка. У 1845 році нашої ери він був спочатку оголошений як підрозділ. Спочатку він входив до району Фарідпур, потім він був включений до району Дакка у 1956 році для адміністративних цілей. У 1984 році Манікгандж був оголошений повноцінним районом.

## Історія
Манікгандж був заснований у 1845 році як підрозділ округу Дакка.

## Географія
Манікгандж — район у Дакському окрузі. Він займає площу 1 383,66 км2 (534,23 миля2). Середня річна температура досягає максимуму 36 °C і мінімальна до 12,7 °C із загальною річною кількістю опадів 2 376 мм (93,5 дюйм).

### Річки
У районі Манікгандж є чимало річок. Назви деяких важливих річок цього району такі:
1. Падма
2. Каліганга
3. Джамуна
4. Далешварі
5. Ічаматі

## Пам'ятки
- Дім Баліаті Заміндарі, Сатурія

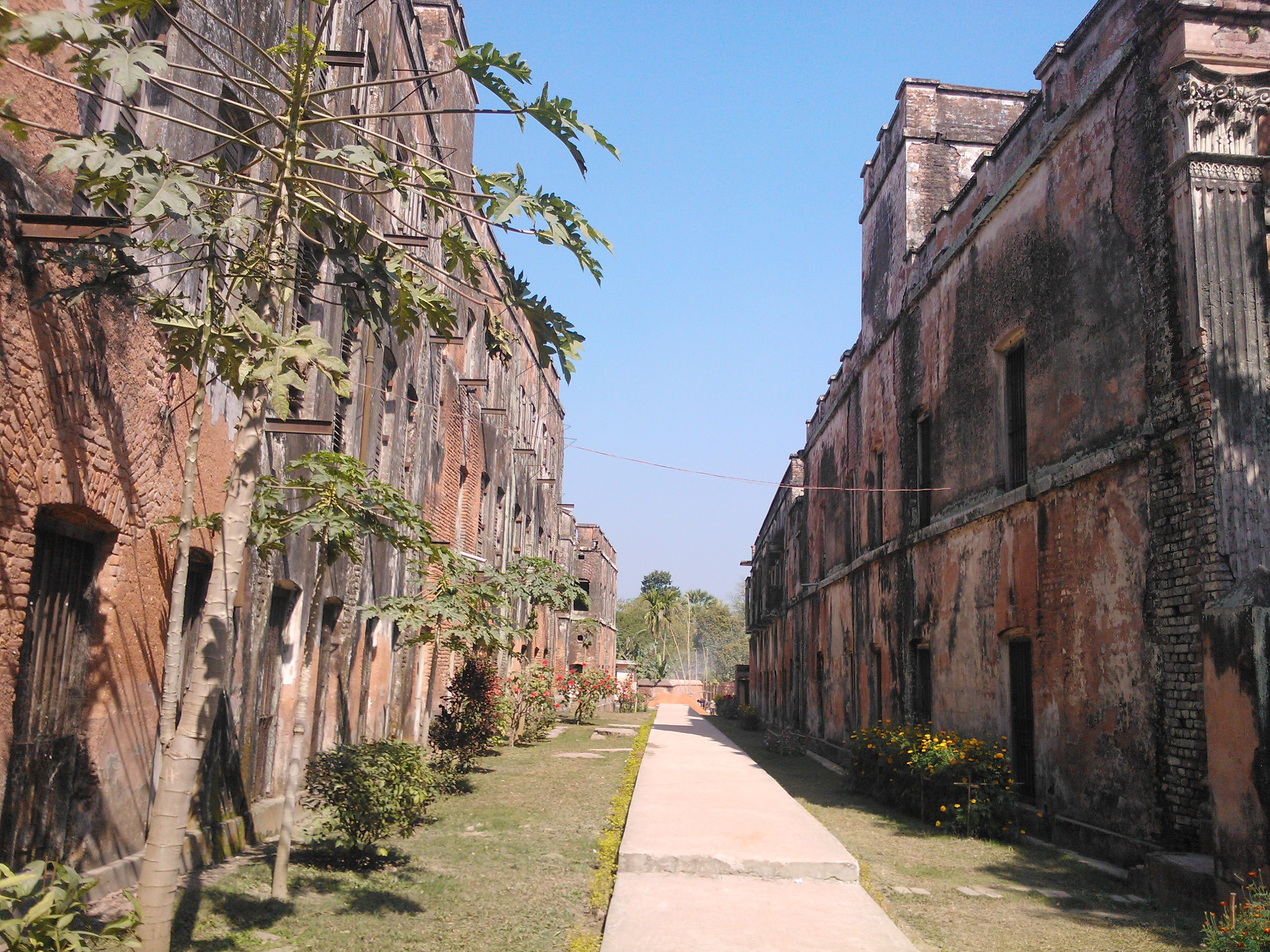
Палац Баліаті
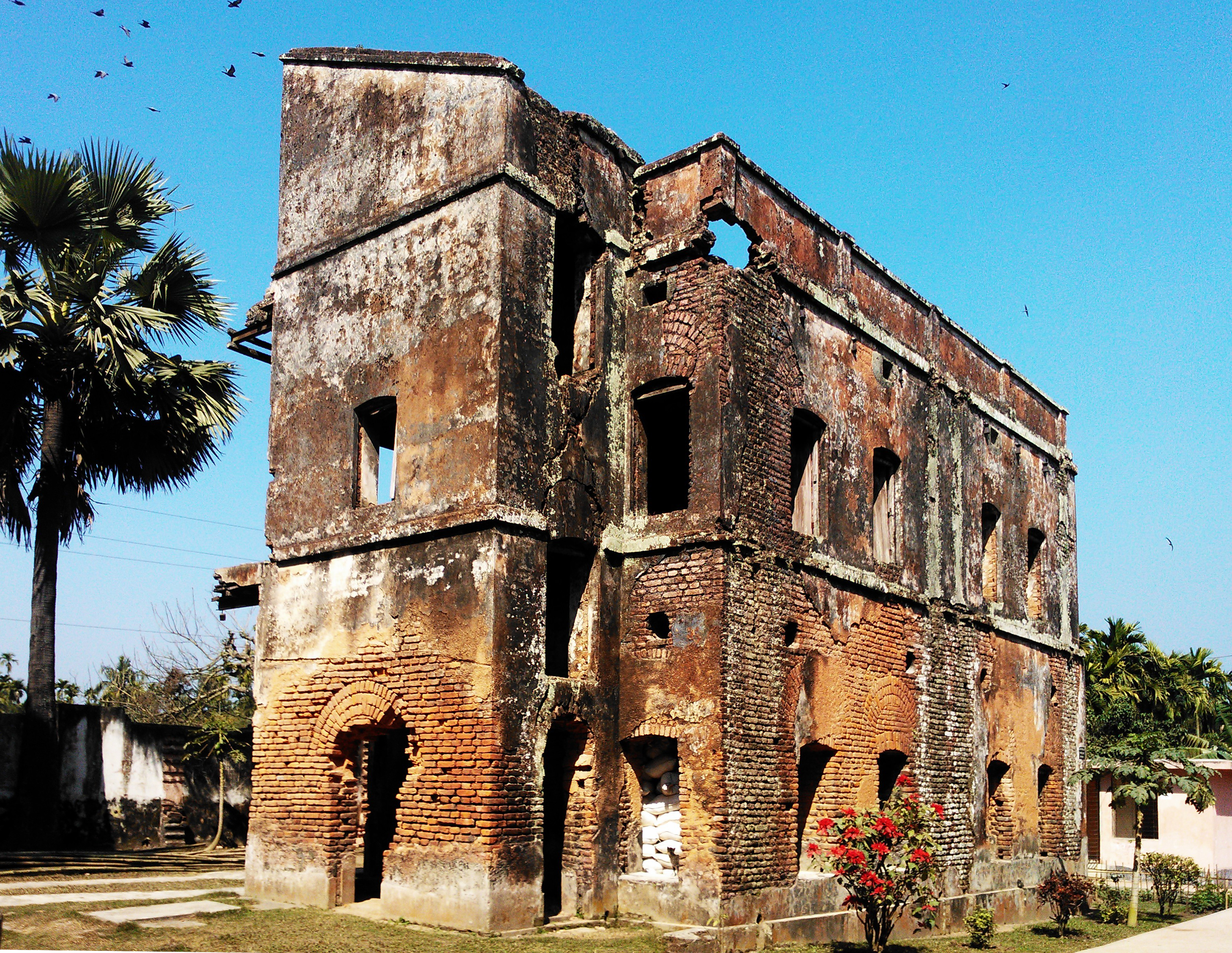
Палац Баліаті
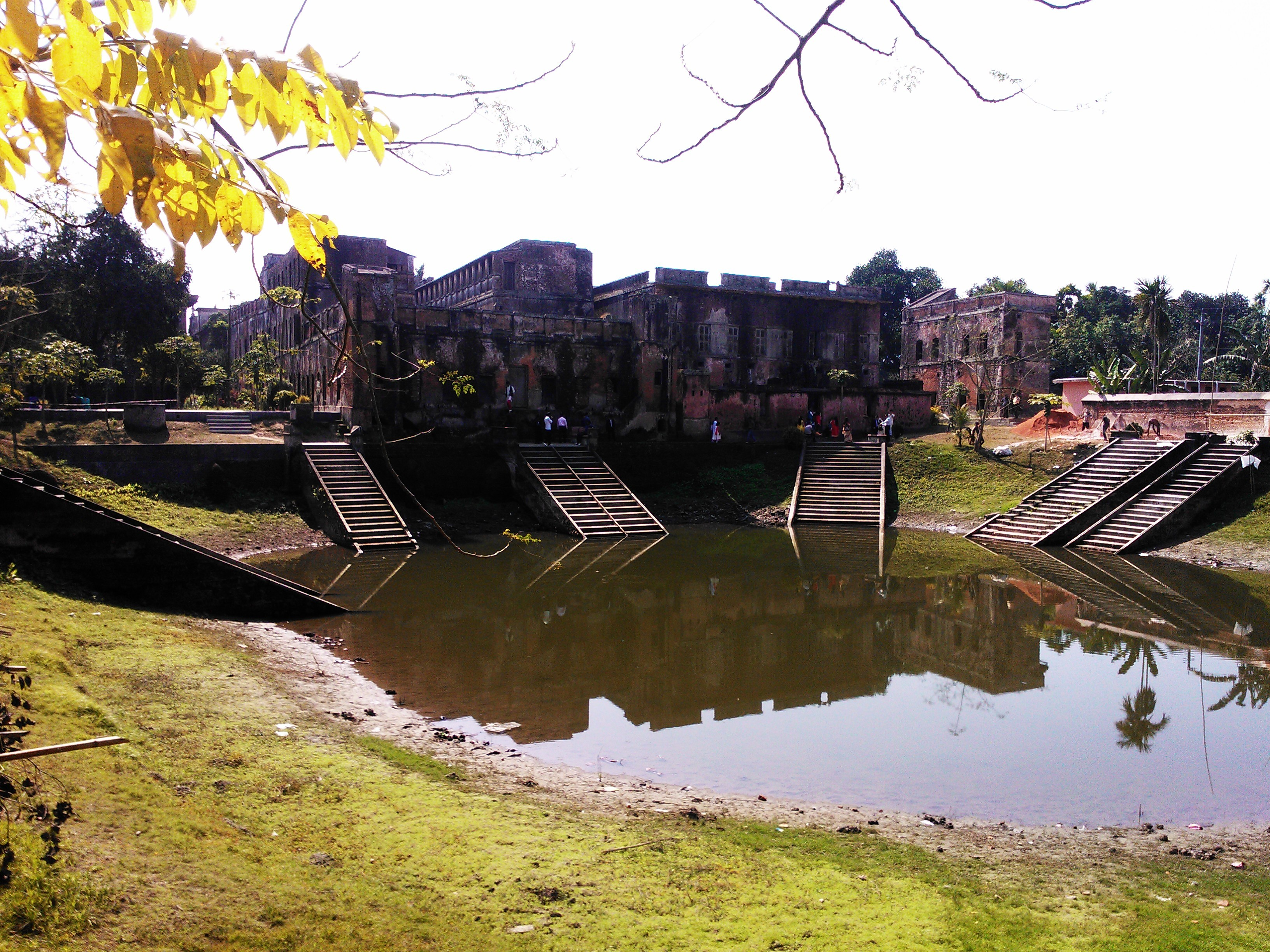
Палац Баліаті - тильна сторона